# Pedronia tenuispina
Pedronia tenuispina är en insektsart som beskrevs av Green 1922. Pedronia tenuispina ingår i släktet Pedronia och familjen ullsköldlöss.
Artens utbredningsområde är Sri Lanka. Inga underarter finns listade i Catalogue of Life.